# Ploceus velatus
Il tessitore mascherato africano (Ploceus velatus Vieillot, 1819) è un uccello della famiglia Ploceidae, endemico dell'Africa meridionale.

## Descrizione

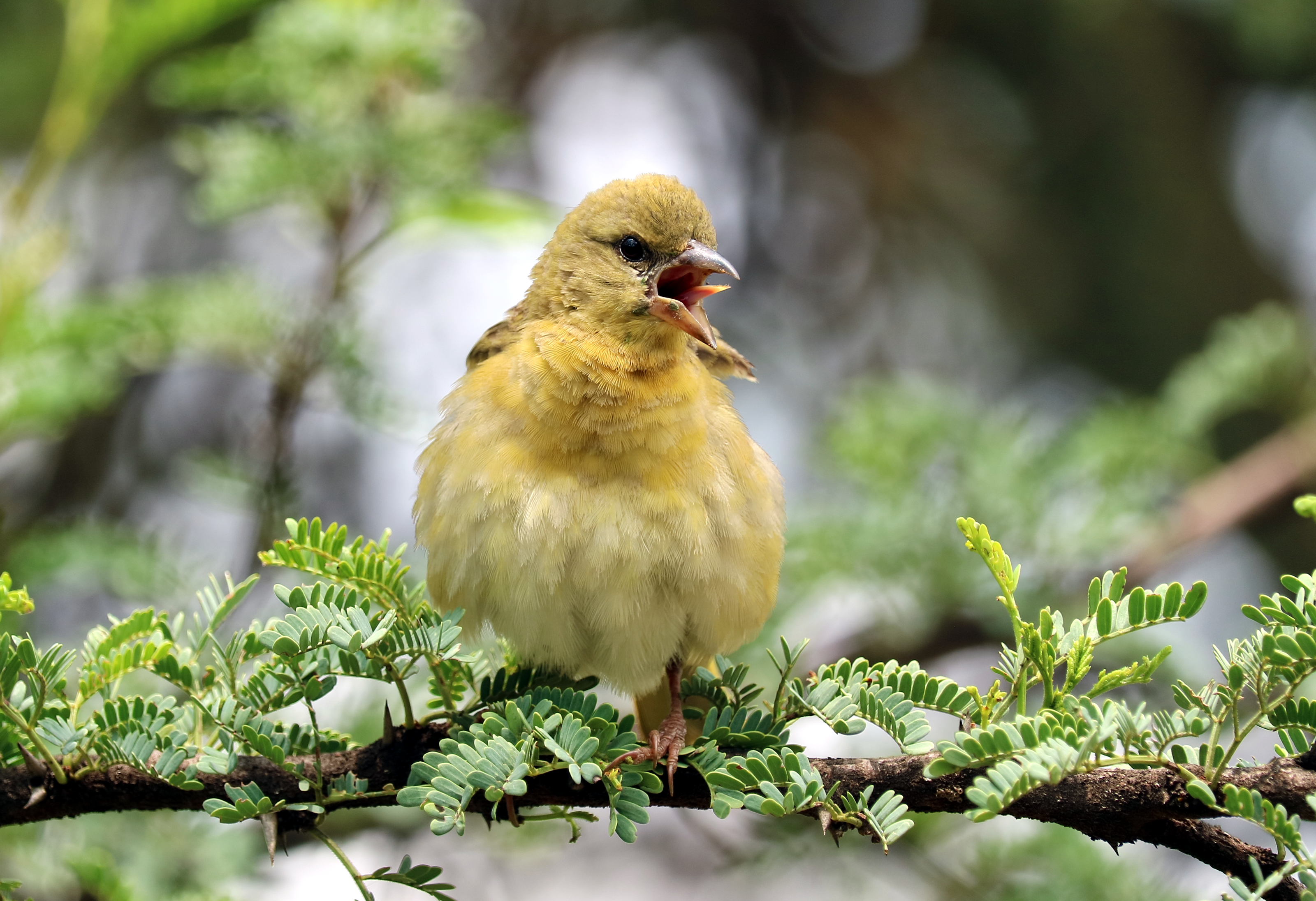
Femmina di Ploceus velatus

È un piccolo passeriforme, lungo circa 13 cm, con un corto e robusto becco conico.
La specie è caratterizzata da un marcato dimorfismo sessuale. La femmina ha il becco rosaceo e un piumaggio giallo-verdastro, con strie nere sul dorso. Il maschio, al di fuori del periodo del corteggiamento, si differenzia dalla femmina unicamente per la colorazione degli occhi, che sono rossi; quando assume la livrea nuziale ha la faccia e il collo neri, mentre il capo e il ventre sono di colore giallo acceso.

## Biologia

### Alimentazione
È una specie prevalentemente granivora, che integra la sua dieta con insetti e nettare.

### Riproduzione

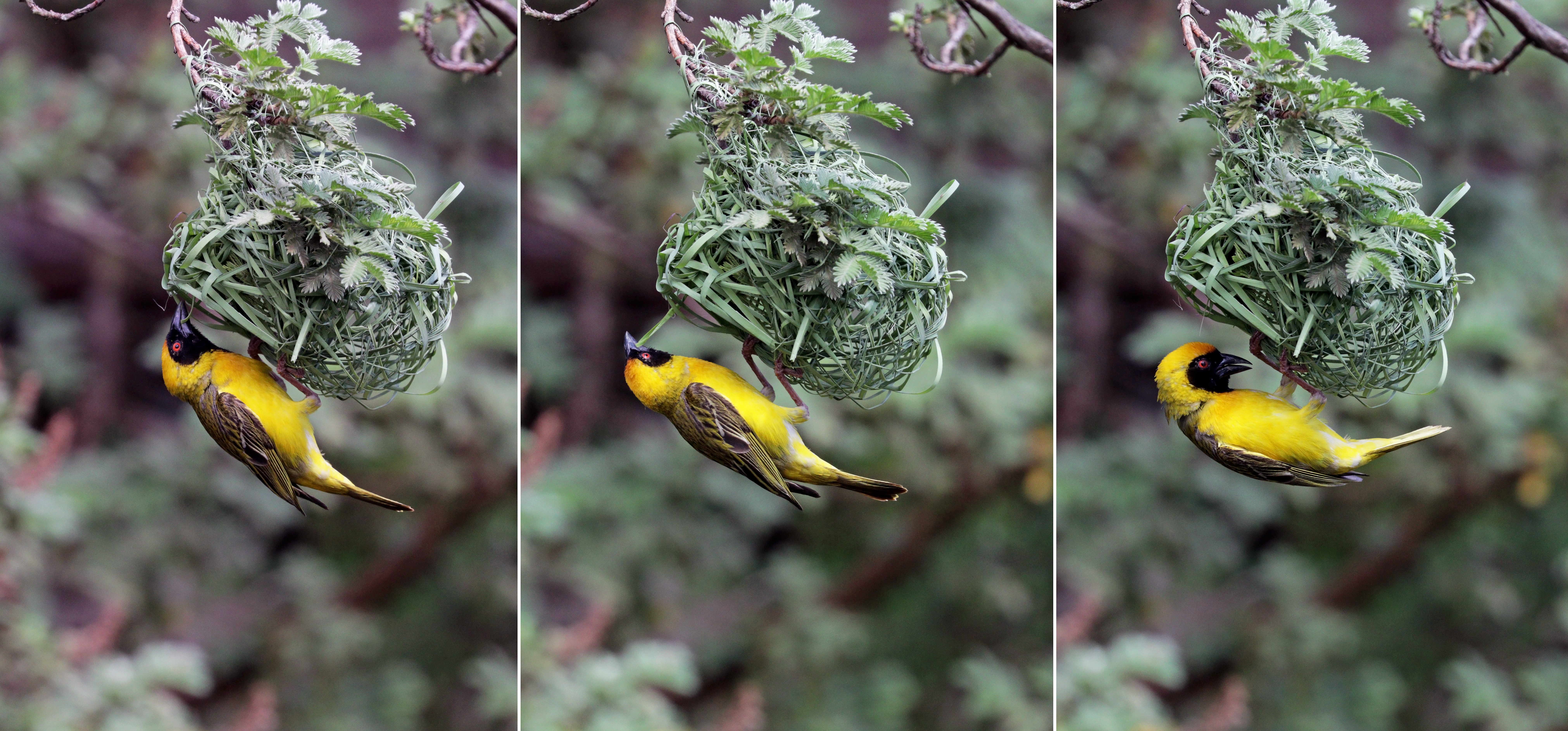
Maschio impegnato nella costruzione del nido

È una specie coloniale che al pari degli altri uccelli tessitori costruisce nidi sospesi alle estremità dei rami degli alberi. È una specie poliginica: il maschio costruisce sino a una dozzina di nidi con ramoscelli intrecciati e vi attrae le femmine con complessi rituali di corteggiamento; quando la femmina accetta il nido, ne riveste l'interno con piume, erba e foglie; dopo l'accoppiamento depone da 2 a 4 uova, da cui dopo 12-14 giorni di cova fuoriescono i pulcini; la cova e le cure parentali, che si protraggono per circa tre settimane, sono prerogativa esclusiva della femmina.
I nidi di questa specie sono spesso parassitati dal cuculo dorato (Chrysococcyx caprius).

## Distribuzione e habitat
L'areale di questa specie comprende Angola, Botswana, eSwatini, Lesotho, Malawi, Mozambico, Namibia, Sudafrica, Zambia e Zimbabwe.